# Thomas Barth
Thomas Barth (Zeulenroda, 12 februari 1960) is een (Oost-)Duits voormalig wielrenner.

## Carrière
Barth was een succesvolle amateur in Oost-Duitsland. Hij werd wereldkampioen ploegentijdrit in zowel 1977 als 1978 en werd vierde op de Olympische Zomerspelen van 1980 bij de individuele wegwedstrijd.
Na de Duitse eenwording kwam hij nog een aantal jaren uit voor het Nederlandse TVM.

## Belangrijkste overwinningen
1977
- Wereldkampioenschap op de weg, 75 km ploegentijdrit, Junioren; + Olaf Ludwig, Andreas Kluge, Falk Boden

1978
- Wereldkampioenschap op de weg, 75 km ploegentijdrit, Junioren; + Olaf Ludwig, Falk Boden, Udo Smektalla

1984
- 7e etappe Vredeskoers

1986
- Eindklassement Ronde van Rijnland-Palts

## Resultaten in voornaamste wedstrijden
| Jaar | Ronde van Italië | Ronde van Frankrijk | Ronde van Spanje |
| ---- | ---------------- | ------------------- | ---------------- |
| 1991 |                  | 156e                | opgave           |
| 1992 |                  |                     |                  |

| Jaar | Gent-Wevelgem | Parijs-Roubaix |
| ---- | ------------- | -------------- |
| 1991 | 69e           | 63e            |
| 1992 | 71e           |                |